# Pierrevert
Pierrevert è un comune francese di 3 905 abitanti situato nelle Alpi dell'Alta Provenza della regione della Provenza-Alpi-Costa Azzurra. Il paese viene anche definito come la Capitale viticola del dipartimento.

## Geografia fisica

### Territorio
Pierervert si trova nella parte sud occidentale delle Alpi dell'Alta Provenza, a pochi chilometri di distanza dal confine con i dipartimenti delle Bocche del Rodano, del Varo e di Vaucluse.
Il suo territorio, esteso 27,90 km2, confina con quello di altri sette comuni: Montfuron e Manosque a nord, Sainte-Tulle ad est, Corbières-en-Provence a sud, Beaumont-de-Pertuis e La Bastide-des-Jourdans (entrambi situati in Vaucluse) ad ovest.
L'altitudine media è di 463 metri sul livello del mare: il punto più alto si trova, infatti, a 618 metri, mentre quello più basso a 308 metri. La casa comunale sorge, invece, a 424 metri.
Il centro sorge su un poggio che dà sulla valle del fiume Durance, ai piedi orientali del Massiccio del Luberon. Appartiene, quindi, al Parco naturale regionale del Luberon, venendo attraversato dal sentiero GR4 della Grande Randonnée, che collega Royan, sulla costa atlantica a Grasse, in Costa Azzurra. Il paese è bagnato dal Riusseau de Ridau, affluente della Durance lungo circa 8 km.

### Clima
Secondo la classificazione dei climi di Köppen, come per il resto della Provenza, il clima è tipicamente mediterraneo, e semi continentale.

## Origine del nome
Il nome del villaggio apparve per la prima volta col toponimo di Petra Viridis nel 1113. Due sono le ipotesi più accreditate sulle origini del termine: esso potrebbe far riferimento alle piante di edera che coprivano le rocce circostanti o ad una derivazione germanica che starebbe a significare "la collina da cui si guarda".
Secondo quanto riportato da Ernest Negre nella Topnymie générale de la France, Pierrevert sarebbe una francesizzazione di due termini della lingua occitana antica: péira, ossia "pietra", e vert, cioè "verde".Tutt'oggi, in occitano, il paese è indicato Peiravèrd secondo la norma classica e Pèiroverd secondo quella mistraliana. 
I suoi abitanti sono definiti Pierreverdants.

## Cultura

### Musei
Museo della vite e del vino, inaugurato nel 2000.

## Società

### Evoluzione demografica
Abitanti censiti

## Amministrazione

### Gemellaggi
- Palaia